# نجیب‌زاده (فیلم)
نجیب‌زاده (انگلیسی: The Childe; کره‌ای: 귀공자) یک فیلم اکشن نئو-نوآر سال ۲۰۲۳ کره جنوبی به کارگردانی پارک هون جونگ و با بازی کیم سون هو و کانگ ته جو به عنوان نخستین فیلمشان و کیم کانگ-وو و گو آرا است. این فیلم در ۲۱ ژوئن ۲۰۲۳ منتشر شد.